# Delias schmassmanni
Delias schmassmanni is een vlindersoort uit de familie van de Pieridae (witjes), onderfamilie Pierinae.
Delias schmassmanni werd in 1923 beschreven door Joicey & Talbot.